# Louis de Noailles
Louis de Noailles, IV duca di Noailles (Versailles, 21 aprile 1713 – Saint-Germain-en-Laye, 22 agosto 1793), è stato un nobile francese.

## Biografia

### Infanzia
Era figlio di Adrien Maurice de Noailles, III duca di Noailles, e di Françoise Charlotte d'Aubigné, nipote di Madame de Maintenon. Era un nipote di Marie Victoire de Noailles, nuora di Luigi XIV di Francia.

### Duca di Noailles
Portò il titolo di Duca d'Ayen fino alla morte di suo padre nel 1766, quando divenne Duca di Noailles. Servì in molte delle guerre del XVIII secolo senza particolare distinzione, ma fu comunque creato Maresciallo di Francia nel 1775. 

### Ultimi anni e morte
Rifiutò di emigrare durante la rivoluzione e morì prima che avesse inizio il regime del Terrore, il che gli permise di sfuggire alla ghigliottina.
La vedova del Duca, la nipote e la nuora furono invece ghigliottinate il 22 luglio 1794, venticinque giorni dopo che anche il fratello e la sorella del Duca, la cognata, la loro nuora e la nipote furono ghigliottinati. Un'altra nipote, Adrienne, moglie del Marquis de La Fayette fu salvata grazie dagli sforzi di James Monroe, in seguito Ministro americano in Francia. Adrienne e Gilbert du Motier de La Fayette sono sepolti, con i Noailles ed altri nobili che caddero sotto la ghigliottina, nel Cimitero di Picpus.
Louis de Noailles fu succeduto dal figlio maggiore, Jean de Noailles. Nel XXI secolo il titolo rimane ancora fra i discendenti del IV Duca.